# Kabinda
A nu se confunda cu Cabinda, oraș în Angola
Kabinda este un oraș, aflat în  partea de sud a Republicii Democrate Congo. Este reședința  provinciei  Kasaï Oriental.